# Улица Короленко (Барнаул)
Улица Короленко — одна из улиц в центре Барнаула.
Проходит по Центральному району города, от Промышленной улицы, рядом с берегом Оби до Малого Прудского переулка в юго-западном направлении. Протяжённость — 3,1 км. Ширина — от 3 до 12 метров. Прерывается от улицы Горького до проспекта Ленина стадионом «Динамо».
Улица названа в честь русского писателя В. Г. Короленко в 1921 году. До этого она носила название Томской.

## История
В XVIII веке улица находилась на северной окраине города, здесь размещались солдатские дома, землянки, а также заводские кузницы. В XIX веке на Томской улице расположились дома состоятельных барнаульских купцов — Судовской, Зудилова, Полякова, Яковлева и других. На пересечении с Соборным переулком — Барнаульское Общественное Собрание, а с Конюшенным переулком — гимназия Будкевич, созданная в стиле эклектики. Кроме того, на пересечении с Московским проспектом по проекту архитектора Я. Н. Попова в стиле классицизма был построен дом начальника Алтайских заводов. Напротив него находились — Церковь Благовещения Божьей Матери и Мещанская управа, а справа от дома — Лютеранская церковь. Ближе к Оби по улице располагалось Городское училище и довольно большой сквер.
Купеческие и казённые здания строились в основном из кирпича, остальные были деревянными. Одной из заметных построек улицы XX века является бывший дом купцов Яковлева С. Я. и Полякова И. И. на пересечении с улицей Горького. Это двухэтажное здание в стиле модерн с полуподвалом, каменной постройки на ленточном фундаменте и сложной крышей. Оно хорошо вписывалось в кварталы купеческих застроек исторической части города и в своем угловом решении являлось необходимой доминантой градостроительной архитектурной планировки.
Пожар 1917 года уничтожил почти все строения на улице от берега Оби до Соборного проспекта. На восстановление улицы ушло более 10 лет, но часть зданий, представлявших историческую и культурную ценность были навсегда потеряны.
В 1930-е годы была разрушена Лютеранская церковь, часть улицы за домом начальника округа сначала превратилась в спортплощадку, а позднее на ней выстроили стадион «Динамо».

## Важнейшие организации и учреждения

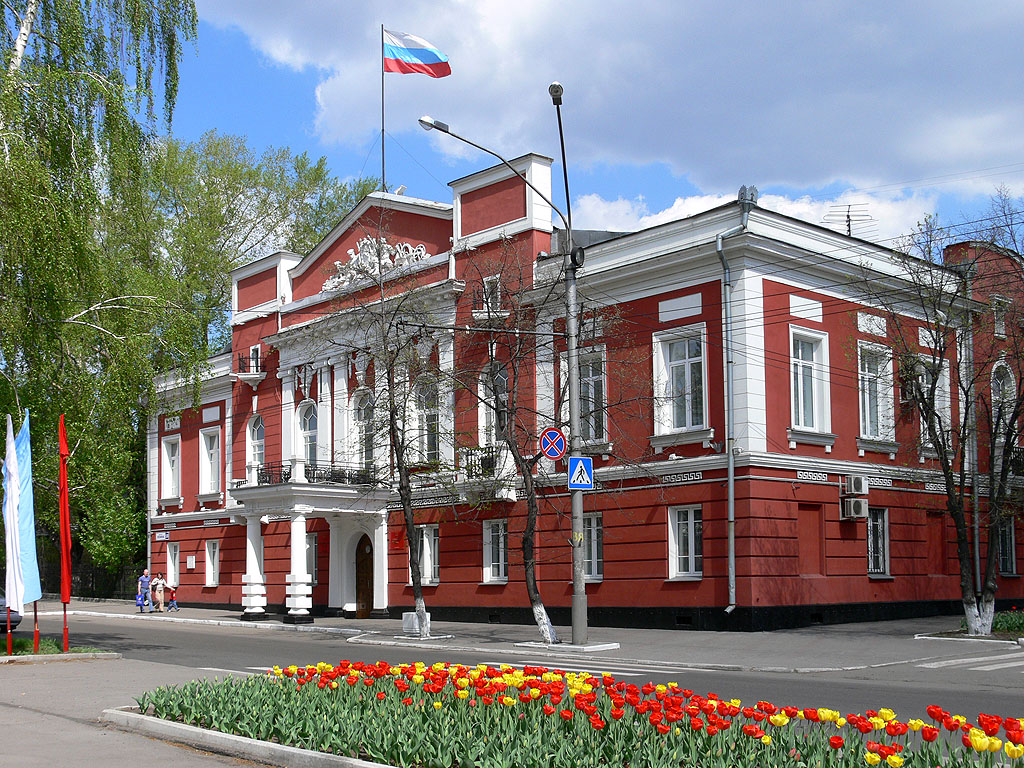
Бывший дом начальника Алтайских заводов, ныне здесь размещаются городская Дума и администрация города

Сегодня на улице Короленко расположены:
- Государственные учреждения — администрация города Барнаула, Барнаульская городская дума, краевые управления: Центрального банка РФ, ветеринарии, Роспотребнадзора, Центр гигиены и эпидемиологии по Алтайскому краю; комитеты администрации города по: потребительскому рынку, физической культуре, спорту и соцподдержке; ЗАГСы: Центрального, Железнодорожного и Октябрьского районов.
- Крупные предприятия — издательский дом «Алтапресс», Алтайветпрепарат, Алтайский завод агрегатов.
- Учебные заведения — средняя школа № 1.
- Гостиницы — отель «Улитка» (4 звезды).
- Спортивные сооружения — стадион «Динамо».
- Другие организации и учреждения — Федерация спортивной борьбы Алтайского края, Союз промышленников Алтайского края.

## Памятники архитектуры и истории

### Памятники федерального значения
- Дом Яковлева и Полякова (1912) — ул. Короленко, 50.

### Памятники краевого значения
- Городское четырёхклассное училище (1908) — Короленко, 51.
- Купеческий особняк (конец XIX — начало XX веков) — Короленко, 63.
- Аптекарский магазин Бернштейна (начало XX века) — Короленко, 75..
- Духовное училище (1869, реконструкция 1923 года), архитектор Н. Шульдаль, реконструкция П. П. Курковский — Короленко, 56.
- Дом начальника Алтайского горного округа (первая половина XIX века), архитектор Я. Н. Попов, реконструкция М. Ф. Федеровский, С. Р. Надольский. — Короленко, 54.
- Гимназия Будкевич (1905) — Короленко, 96.

### Прочие памятники
- Колыванская ваза в честь 50-летия Алтайского края (1987), архитектор С. А. Боженко, художник О. Демидов — сквер у пр. Ленина, 11-17.
- Памятный знак в честь П. К. Фролова (1987), архитекторы К. М. Пентешин, А. П. Богомолец, С. А. Боженко, В. А. Кашин — ул. Короленко, 102.

## Улица в культуре
- Изображена на картине художника В. А. Зотеева «Барнаул. Улица Короленко» (1981)[2]